# آرتور آستن لی
آرتور آستن لی (انگلیسی: Arthur Austen-Leigh؛ ۲۸ فوریه ۱۸۲۶ – ۲۹ ژوئیهٔ ۱۹۱۷) بازیکن فوتبال، و بازیکن کریکت بود.
از باشگاه‌هایی که در آن بازی کرده‌است می‌توان به باشگاه فوتبال میدنهد یونایتد اشاره کرد.